# لونیس ماتام
لونیس ماتام (انگلیسی: Lounis Matem; ۳۰ نوامبر ۱۹۴۱ – ۵ نوامبر ۲۰۱۳) بازیکن فوتبال اهل الجزایر بود.
از باشگاه‌هایی که در آن بازی کرده‌است می‌توان به باشگاه فوتبال کن و باشگاه فوتبال المپیک لیون اشاره کرد.
وی همچنین در تیم ملی فوتبال الجزایر بازی کرده‌است.